# Chiesa di Santo Stefano del Cacco

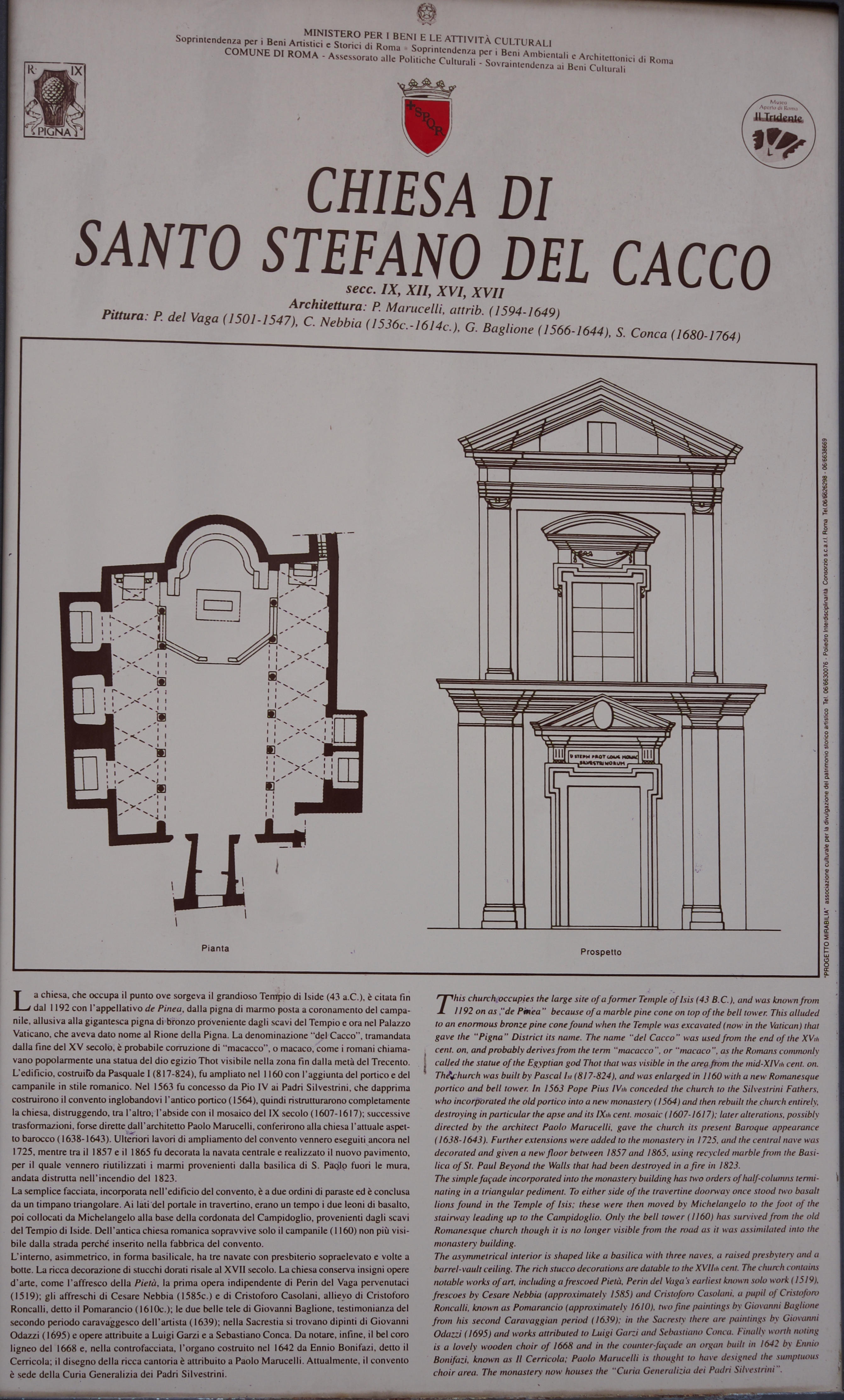
Plan and facade of the Church of Santo Stefano del Cacco with some historical information given by a sign placed outside the Church by the Italian Ministry of Culture and the Rome Administration.

La chiesa di Santo Stefano del Cacco è un luogo di culto cattolico di Roma, nel rione Pigna, situato nella via omonima.

## Origini del nome

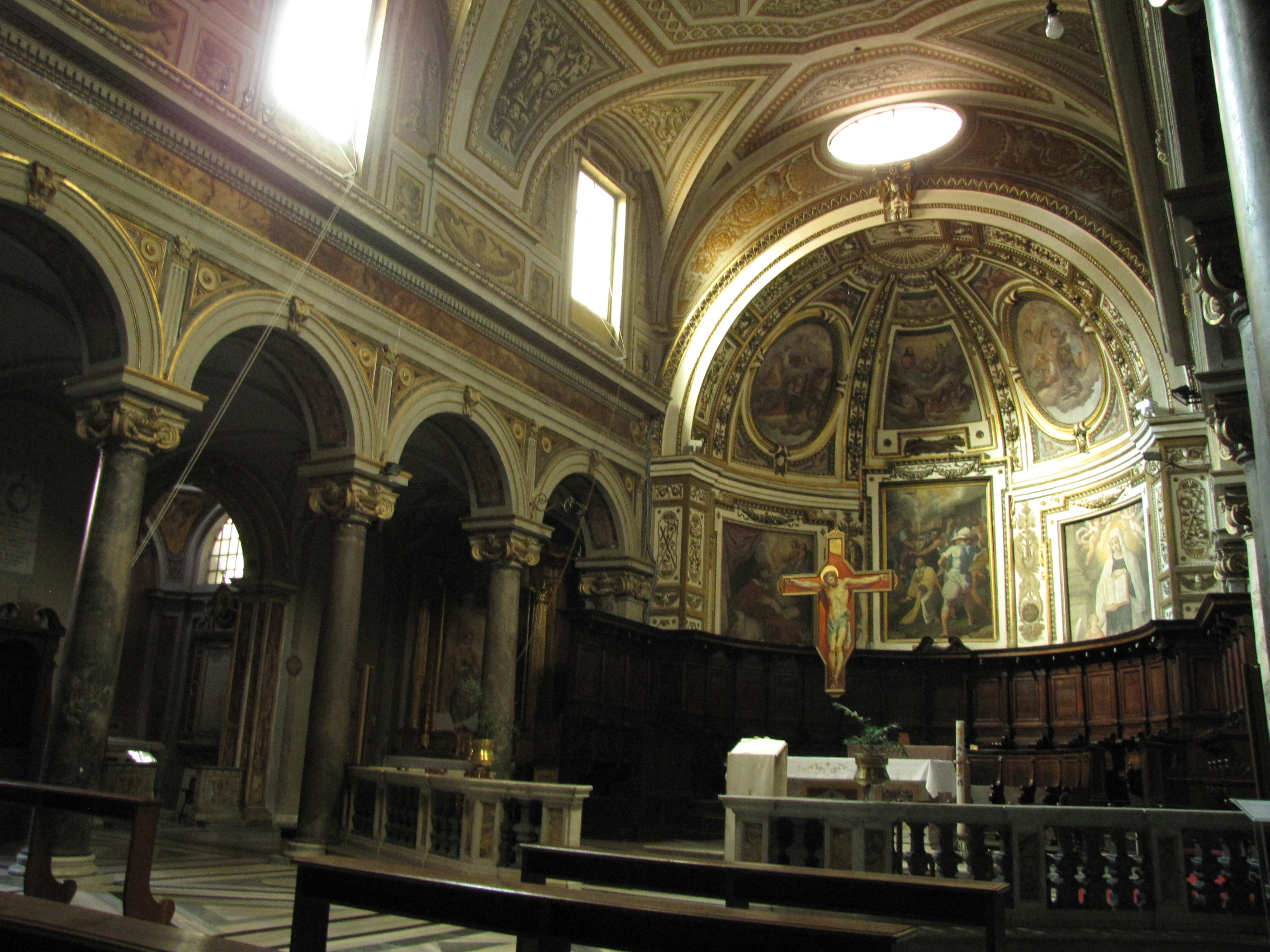
L'interno

In origine il nome della chiesa è Santo Stefano de pinea, dalla pigna di epoca romana ritrovata nella zona, che dà il nome al rione e che è conservata nella Città del Vaticano. Popolarmente invece l'appellativo del cacco viene da una storpiatura di macaco, dal simulacro di un cinocefalo egiziano che si trovava dinanzi alla porta della chiesa, in cui i romani vedevano la testa di una scimmia (invece della testa di cane, con cui era raffigurato il dio egizio Anubis).

## Storia
L'origine della chiesa è molto antica ed è fatta risalire a papa Pasquale I nel IX secolo, la cui immagine era raffigurata nel mosaico absidale distrutto nel 1607. Risalgono al XII secolo il campanile, inglobato ora nel monastero accanto, e l'abside. Papa Pio IV la concesse ai Padri silvestrini nel 1563, con l'onere della cura delle anime. La chiesa fu sottoposta a restauri dagli stessi padri nel 1607, e poi nel Settecento e nell'Ottocento.
L'interno si presenta a tre navate (tipo basilicale). Conserva un affresco di Perin del Vaga raffigurante Cristo in pietà, e nell'abside il Martirio di santo Stefano di Cristoforo Casolani.